# Bergen (Nueva York)
Bergen es un pueblo ubicado en el condado de Genesee en el estado estadounidense de Nueva York. En el año 2000 tenía una población de 3.182 habitantes y una densidad poblacional de 44.5 personas por km².

## Geografía
Bergen se encuentra ubicado en las coordenadas 43°5′6″N 77°56′33″O / 43.08500, -77.94250.

## Demografía
Según la Oficina del Censo en 2000 los ingresos medios por hogar en la localidad eran de $49,412, y los ingresos medios por familia eran $54,012. Los hombres tenían unos ingresos medios de $36,913 frente a los $26,571 para las mujeres. La renta per cápita para la localidad era de $20,932. Alrededor del 4.1% de la población estaban por debajo del umbral de pobreza.